# Guillem VII de Montferrat
Guillem VII de Montferrat, dit el Gran Marquès, fou marquès de Montferrat del 1253 al 1292. Va heretar del seu pare els drets al tron del Regne de Tessalònica. Durant els primers anys al capdavant del marquesat va ampliar els seus dominis però es va guanyar un poderós enemic quan va conquerir Torí, ciutat dels Savoia. Tomàs III de Savoia el va fer captiu a Alessandria, on va morir, i li va retallar considerablement els territoris que havia guanyat.

## Joventut
Guillem era fill del marquès Bonifaci de Montferrat i de la seva esposa Margarida de Savoia. Va néixer a Trino vers l'any 1240 i quan el pare va morir el 1253 encara era menor d'edat. Tal com estipulava el testament Guillem va heretar el títol i el govern del marquesat, encara que sota regència fins que el 1257 fou declarat major d'edat. L'any següent es va casar amb Isabel, filla de Richard de Clare, comte de Gloucester. La mare de Guillem era cosina d'Elionor de Provença, reina consort d'Anglaterra i, va ser a través d'aquest enllaç, que es va arranjar el matrimoni.

## Política envers el Piemont
Durant els primers anys Guillem, com havien fet els seus predecessors, va voler imposar el seu poder al sud del Piemont, lluitant contra les ciutats d'esperit independent: Alessandria i Asti. Guillem va cercar el suport de França i el de l'Església Catòlica. La seva relació com a vassall del Sacre Imperi Romanogermànic l'obligava a fer costat al partit imperial, els gibel·lins, però la seva necessitat d'aliança amb França i el Papat el comprometia amb el partit contrari, els güelfs i, fes el que fes, acabava ofenent algú.
La seva participació en la política d'invasió de la Llombardia de Carles I d'Anjou, germà del rei de França, li va causar entrar en guerra el 1264 amb Oberto Pelavicino, el cabdill dels gibel·lins a la regió. Guillem va resistir amb determinació i efectivitat i va ocupar les fortaleses d'Acqui Terme, Tortona, Novi Ligure, i va refermar la seva posició a Nizza Monferrato. El 1265 van arribar reforços francesos. En menys de vuit anys de la seva titulació com a marquès de Montferrat, Guillem havia estès els seus dominis fins a Lanzo i molt a prop d'Alessandria.

## Guerra contra Carles I
La relació amb Carles d'Anjou es va limitar a la invasió de la Llombardia, perquè li havia demanat el rei de França, i després d'això, Guillem no se sentia lligat a ell. De fet, Carles inspirava desconfiança pel creixent poder que estava adquirint al nord d'Itàlia.
Guillem es va aliar amb Alfons X de Castella, el qual s'havia declarat hereu de Manfred I de Sicília i, per tant de l'emperador Frederic II, com a líders de la coalició contra els Anjou. Per a consolidar l'aliança amb el rei castellà, Guillem, que s'havia quedat vidu el 1270, es va casar amb Beatriu, filla d'Alfons. També es va planejar un futur matrimoni entre la filla de Guillem, Margarida, i Joan de València, fill del rei castellà.
D'Alfons, Guillem va rebre la promesa de suport militar en cas d'un atac de Carles d'Anjou. Alfons va nomenar el seu gendre vicari general de la Llombardia, sabent que Carles estava nomenat simplement vicari. Carles va atacar els dominis de Guillem i, malgrat les promeses, no va rebre reforços d'Alfons.
Havent quedat sol davant els seus enemics i després de perdre Tortona i Acqui, Guillem es va aliar amb les ciutats gibel·lines de Pavia, Asti i Gènova, cosa que li va reportar l'excomunió del papa Gregori X. Va continuar esperant ajuda del rei castellà, però Alfons va renunciar a intervenir en Alemanya i Itàlia. Amb tot, finalment va arribar un petit destacament de soldats castellans a Montferrat; amb ells i els seus aliats gibel·lins va preparar la defensa dels seus territoris. El 10 de novembre del 1275 Guillem va derrotar definitivament l'exèrcit de Carles a la batalla de Roccavione i els angevins evacuaren el Piemont, Llombardia i, finalment, el 1277 la batalla de Desio senyalà la victòria definitiva d'Otó, qui empresonà Napoleó Torriani obtenint, de facto, tant l'arquebisbat com la senyoria de Milà. Vers el 1278 la ciutat de Vercelli va reconèixer Guillem com el seu senyor i els d'Alessandria el van nomenar capità de la ciutat. Casale i Tortona també el van nomenar capità. Guillem va donar per acabada la guerra i va ser en una posició superior a la que havia tingut abans de començar-la.

## Capità de Milà
Atès que l'havien nomenat líder de moltes ciutats de la Llombardia, —Pavia, Vercelli, Alessandria, Tortona, Gènova, Torí, Asti, Alba, Novara, Brescia, Cremona i Lodi— també el van nomenar el cap de la coalició contra l'Anjou. El 1278 l'arquebisbe Otó Visconti va demanar a Guillem si voldria lluitar contra els Torriani, governants de Milà, per un salari anual de 10.000 lliures. Guillem va començar l'encàrrec, però fou vençut i se'n va tornar a Montferrat.
Més endavant, Otó el va tornar a requerir i Guillem va acceptar, aquesta vegada a canvi de ser nomenat senyor de Milà durant deu anys. Mentre estava a Milà, dues ciutats van desafiar l'autoritat de Guillem: Alessandria i Asti. Va haver de deixar el govern de la ciutat en mans d'un vicari per marxar contra les ciutats rebels. Fou capturat per Tomàs III de Savoia, que li tenia rancúnia des de la captura de Torí. Per obtenir la llibertat, Tomàs li va exigir la cessió de Torí, Grugliasco i Collegno, més una gran quantitat d'or. Fou alliberat el 21 e juny del 1280. Des d'aquest moment el Piemont passaria gradualment a ser domini dels Savoia. Afeblit de tant guerrejar, Guillem aviat va perdre el control de Milà. El 27 de desembre del 1281 el van expulsar de la ciutat.

## Mort del marquès
En compensació per la pèrdua de Milà, Guillem va perdre Alba. La filla que va tenir amb Beatriu de Castella, Violant, es va casar amb l'emperador romà d'Orient Andrònic II Paleòleg, moment en què es va rebatejar amb el nom d'Irene (Eirene).
Guillem aviat es va tornar a ficar en guerres, amb un seguit de derrotes alternades de victòries. Va reduir Alessandria a la submissió, els ciutadans d'Asti van haver de pagar als d'Alessandria una gran quantitat de dines i això els va fer sublevar un altre cop contra el marquès. Decidit a acabar amb les disputa d'una vegada per sempre, Guillem es va presentar davant les muralles d'Alessandria amb un gran exèrcit, i va entrar per negociar la pau, però el van empresonar i va morir al cap d'un any, probablement d'inanició. El poeta Dante Alighieri en va descriure aquests fets.
Joan, el fill de Guillem, el va succeir en el marquesat; els territoris que va heretar estaven recelosos per anys de guerres i només unes poques ciutats li van restar fidels.
La família de Guillem, van enterrar el seu cos a l'abadia de Santa Maria di Lucedio, al costat de la tomba del seu pare. Una inscripció en llatí diu: fundator huius monasterii («fundador d'aquest monestir»), però en realitat vol dir que pertany a la família dels fundadors de l'abadia.